# Comité international permanent des études mycéniennes
Le Comité international permanent des études mycéniennes, en abrégé CIPEM, agit comme un organisme de normalisation des études mycéniennes et des disciplines connexes, y compris l'épigraphie du linéaire A et du syllabaire chypriote. C'est une filiale de l'UNESCO. Il supervise également l'organisation de colloques internationaux sur les études mycéniennes, qui en 2011 ont été treize. La treizième a eu lieu à Paris en 2010 et la quatorzième aura lieu à Copenhague. 